# Ola Håkansson
Lars Olof Ola Håkansson, ursprungligen Lars Olof Håkansson, född 24 mars 1945 i Engelbrekts församling, Stockholm, är en svensk låtskrivare, sångare och musikproducent samt skivbolagsdirektör som haft stora internationella framgångar med gruppen Secret Service. Dessförinnan sjöng han i Ola and the Janglers. Som låtskrivare har han ofta använt signaturen Oson.

## Biografi
Ola Håkansson växte upp i Sollentuna och sjöng som barn i Radiotjänsts gosskör. Fadern Lars Håkansson (1913–1983) var redaktör vid Aftonbladets sportredaktion och reservofficer. Modern hette May, ogift Berglund (1914–1978). Han gick på Helenelundsskolan. 

### Ola & The Janglers
1962 blev han del av gruppen som kom att heta Ola and the Janglers och var verksam fram till 1971. Deras första låt som kom att hamna på Tio i topp var en cover på The Zombies "She's Not There".
Tillsammans med Monica Ekman hade han titelrollen i filmen Ola & Julia av Jan Halldoff 1967. "Let's Dance", blev en stor hit 1968, och hamnade på Billboard Hot 100.  
Håkansson medverkade i Melodifestivalen 1969 med låten "Du skänker mening åt mitt liv", som dock inte fick en enda poäng. Skivan blev dock en storsäljare och listetta på Sveriges Radios försäljningslista Kvällstoppen. i april 1969.
Han började sedan att studera på Handelshögskolan i Stockholm på 1970-talet. Samtidigt ville han fortsätta lite med musik och få in pengar, så han startade hobbydansbandet Ola Frukt & Flingor.

### Secret Service
Håkansson arbetade på skivbolaget Sonet när han fick göra comeback. Nu som Ola+3, med flera av medlemmarna som också hade varit med i hobbydansbandet Ola Frukt & Flingor. 
De tävlade i Melodifestivalen 1979 med "Det känns som jag vandrar fram" skriven av Ulf Wahlberg. Låten slutade på en delad tredjeplats.  En av låtarna som Ola+3 gav ut på LP-skivan, hette "Oh Susie (Bara vi två vet)", skriven av Tim Norell. Denna låt gjordes om med engelsk text och gavs ut under gruppnamnet Secret Service i början av augusti 1979. "Oh Susie" blev en stor hit då den även spelades flitigt i Radio Luxembourg, och blev listetta i 29 länder.
1981 blev även singeln "Flash in the Night" en stor hit i Europa, bl.a. listetta i Frankrike och Portugal.  Secret Service fortsatte som studiogrupp att ge ut plattor under åttiotalet. 1986, i samband med Faluns ansökan om Vinter-OS, fick Håkansson sjunga tillsammans med Agnetha Fältskog i duetterna "The Way You Are" och B-sidan "Fly Like The Eagle". Singeln producerades av Håkansson samt Secret Service-medlemmarna Anders Hansson och Tim Norell.  

### Låtskrivare och producent
Håkansson hade tröttnat på att vara frontfigur och sångare, och efter Secret Service, fortsatte Håkansson tillsammans med Tim Norell, att skriva låtar till andra artister. Bland annat skrev de Herreys "Varje liten droppe regn", Lili & Susies "Oh Mama" och Lena Philipssons "Dansa i neon". Håkansson låg även bakom Jerry Williams comeback och producerade bl.a. "Did I Tell You" tillsammans med Anders Hansson och Tim Norell. Det resulterade i Williams mest sålda platta och den belönades med en Grammis för 1989 års bästa album.
Håkansson och Norell hade även tillsammans med Alexander Bard bildat låtskrivartrion Norell Oson Bard. De skrev bland annat "Allt som jag Känner" 1987 med Tone Norum och Tommy Nilsson. Samarbetet med Nilsson som sångare fortsatte med låten "En dag" som vann Melodifestivalen 1989. Låten slutade på fjärde plats i Eurovision Song Contest. Flera hitsinglar följde såsom "Jimmy Dean" med Troll, och Lili & Susies "Whats The Colour of Love?".

### Skivbolagsdirektör
Vid nittiotalets början var Håkansson en av grundarna av skivbolaget Stockholm Records som senare såldes till Universal Music 2003. E-Type och Stakka Bo var bland de första och största artisterna tillsammans med The Cardigans som
Ola Håkansson framgångsrikt jobbade med på Stockholm Records. Den 28 juni 2001 var han sommarvärd i Sveriges Radio.
Håkansson blev sedan ägare, styrelseordförande och verkställande direktör i musikbolaget TEN Music Group som han också grundade. Icona Pop var första satsningen och blev bolagets flaggskepp. Andra arister är Zara Larsson, Erik Hassle, Benjamin Ingrosso och Elliphant. Under 2007/2008 var han också programledare för det populära radioprogrammet Stadshotellet med Ola Håkansson i P4.
Håkansson grundade 2012 skivbolaget 100 Songs tillsammans med Ben Malén och Klas Lunding. I januari 2013 var Håkansson även med och grundade independentskivbolaget Artist House Stockholm tillsammans med Johan Åberg och Tomas Lööw.2017 blev Håkansson invald i Swedish Music Hall of Fame. och 2020 gjorde SVT dokumentären "Ola - Den Svenska Popkungen" 2021 blev Håkansson invald i Melodifestivalens Hall of Fame och hyllades med ett Medley. 
Håkansson har två söner från tidigare relationer. Med sin fru Anna Jederby (född 1963), som är sondotter till Thore Jederby, har han två söner och en dotter. Ola Håkanssons farfars bror var anarkisten och proletärförfattaren Einar Håkansson.

## Diskografi
Samlingsalbum är ej inkluderade.
 Med Ola & The Janglers 
- 1965 - Surprise, Surprise (LP)
- 1966 - Patterns (LP)
- 1966 - Limelight (LP)
- 1967 - Under-Ground (LP)
- 1967 - Pictures & Sounds (Filmmusik från Ola & Julia) (LP)
- 1968 - Let's Dance (LP)
- 1969 - Happily Together After...(LP)
- 1976 - Jet Lag (LP)

 Ola med Med Rune Öfwermans Orkester 
- 1969 - Ola SOLO (LP)
- 1971 - Ola Håkansson (LP)

 Ola med Håkan Sterner och Sweet Wine 
- 1972 - Hej Där, Nya Dag (Singel)

 Med Ola Frukt & Flingor 
- 1972 - Drömmens Dag (LP)
- 1974 - Från Tryckare till Shake (LP)
- 1975 - 3 (LP)
- 1976 - O.F.F. (LP)

 Med Ola+3 
- 1979 - Det Känns Som Jag Vandrar Fram (LP)

 Med Secret Service 
- 1979 - Oh Susie (LP)
- 1980 - Ye-Si-Ca (LP)
- 1982 - Cutting Corners (LP)
- 1984 - Jupiter Sign (LP)
- 1985 - When the Night Closes In (LP)
- 1987 - Aux Deux Magots (LP)
- 2012 - The Lost Box (CD med nyfunna demos ny mixade)

 Med Agnetha Fältskog 
- 1985 - The Way You Are (Singel)

 Med Anders Hansson, Tim Norell, Tommy Ekman 
- 1989 - When Your Heartache Is Over (Singel)

## Filmografi
- 1967 – Ola och Julia

## Priser och utmärkelser
- 2006 – Grammisgalans hederspris[21]
- 2017 – Invald i Swedish Music Hall of Fame[22]